# 燃油蒸發排放控制系統
燃油蒸發排放控制系統（英語：Evaporative Emission Control System (EVAP)）是一種為了防止油箱当中的挥發油气外泄而安裝在内燃汽车油路系统当中的裝置。燃油蒸發排放控制系統由一系列管路、感知器、阀门与油气过滤回收罐所组成，其设计目的是为回收油箱中燃油挥发所造成的气体。依照每一套燃油蒸發排放控制系統设计的不同，如果在加油時加得過滿，由於油箱內的压力過大，液态燃油會进入燃油蒸發排放控制系統的管路当中，造成损坏而失去回收汽油挥发的作用。燃油蒸發排放控制系統的損壞可能导致汽车引擎故障灯亮起、废气排放量及油耗增加等等异常状况。